# Corriere di Natale
Corriere di Natale è un album cover di Al Bano e Romina Power dedicato alle canzoni di Natale.
È stato pubblicato nel 1991 in Italia.
Contiene brani tratti dai repertori di John Lennon e Yōko Ono, Wham!, José Feliciano, Bing Crosby ed altri. Per l'occasione alcune canzoni sono state tradotte in lingua italiana mentre altre sono interpretate in lingua inglese e spagnola.
L'album contiene l'inedito Un altro Natale ma anche rifacimenti di Io ti cerco e Caro Gesù.
In Germania e in Austria l'album è stato pubblicato un anno prima, nel 1990, con in titolo Weihnachten bei uns zu Hause mentre in Spagna e in America Latina è stato pubblicato nel 1991 il disco con canzoni in lingua spagnola intitolato Navidad ha llegado.
L'album è impostato come un quotidiano uscito il giorno di Natale, in cui ogni brano rappresenta un articolo giornalistico dei generi più svariati (dagli esteri agli spettacoli alla cronaca nera), mantenendo comunque sempre le festività natalizie come tema di fondo.
In Austria l'album è stato premiato con il disco d'oro per le vendite.

## Tracce

### Corriere di Natale
L'edizione del disco pubblicata in Italia nel 1991.
1. Felice Natale (John Lennon, Yoko Ono, Albano Carrisi, Romina Power)
2. White Christmas (Irving Berlin, Albano Carrisi, Romina Power)
3. Un altro Natale (L.B.Horn, Albano Carrisi, Romina Power)
4. Caro Gesù (Albano Carrisi, Romina Power)
5. Il piccolo tamburino (Katherine Kennicott Davis, Henry Onorati, Davis Simeone, Albano Carrisi, Romina Power)
6. Feliz Navidad (José Feliciano)
7. Last Christmas (George Michael)
8. Mary's Boy Child (Jester Hairston, Albano Carrisi, Romina Power)
9. Io ti cerco (Albano Carrisi, Romina Power)
10. Ave Maria (Franz Schubert, Vito Pallavicini, Al Camarro, Albano Carrisi)

## Tracce

### Weihnachten bei uns zu Hause
L'edizione del disco pubblicata in Germania e in Austria nel 1990.
Contiene quasi la stessa tracklist dell'edizione italiana con alcune differenze riguardanti i titoli delle canzoni.
Al posto di Caro Gesù e Io ti cerco ci sono 2 brani tradizionali in lingua tedesca.
1. Happy Xmas (John Lennon, Yoko Ono, Albano Carrisi, Romina Power)
2. White Christmas (Irving Berlin, Albano Carrisi, Romina Power)
3. Un altro Natale (L.B.Horn, Albano Carrisi, Romina Power)
4. Stille nacht (Franz Xaver Gruber, Joseph Mohr)
5. Little drummer boy (Katherine Kennicott Davis, Henry Onorati, Davis Simeone, Albano Carrisi, Romina Power)
6. Feliz Navidad (José Feliciano)
7. Last Christmas (George Michael)
8. Mary's Boy Child (Jester Hairston, Albano Carrisi, Romina Power)
9. Leise rieselt der Schnee (Eduard Ebel)
10. Ave Maria (Franz Schubert, Vito Pallavicini, Al Camarro, Albano Carrisi)

## Tracce

### Navidad ha llegado
L'edizione del disco in lingua spagnola pubblicata in Spagna e in America Latina nel 1991.
1. Navidad ha llegado (Happy Christmas) (John Lennon, Yoko Ono, Albano Carrisi, Romina Power)
2. Navidades blancas (White Christmas) (Irving Berlin, Albano Carrisi, Romina Power)
3. Otra Navidad (Un altro Natale) (L.B.Horn, Albano Carrisi, Romina Power)
4. Oye Jesús (Caro Gesù) (Albano Carrisi, Romina Power)
5. El pequeño tamborilero (The little drummer boy) (Katherine Kennicott Davis, Henry Onorati, Davis Simeone, Albano Carrisi, Romina Power)
6. Feliz Navidad (José Feliciano)
7. Last Christmas (La Navidad pasada) (George Michael)
8. El niño de Maria (Mary's Boy Child) (Jester Hairston, Albano Carrisi, Romina Power)
9. Yo te busco (Io ti cerco) (Albano Carrisi, Romina Power)
10. Ave Maria (Franz Schubert, Vito Pallavicini, Al Camarro, Albano Carrisi)